# Свети Антон Падуански (Борец)
„Свети Антон Падуански“ е християнска църква в село Борец, България, част от Софийско-пловдивската епархия на Римокатолическата църква. Църквата е енорийски храм.

## История на енорията
До 1878 г. село Салалий е било обитавано само от турци. След Освобождението на България турците са започнали да продават имотите си и да се изселват. През 1884 г. отец Самуил от Прато – свещеник в Калачлии – организирал изкупуването на земите – повечето гори и малко ниви – на изселващите се турци от селото. През 1885 г. в Салалии е имало 150 православни и 20 католически семейства. Последните са били главно преселници от Калачлии и по няколко семейства от Балтаджии и Дуванлии.
През 1887 г. отец Самуил започва изграждането на първата църква в селото. На 9 юни епископ Роберто Менини полага основния камък на малка църква. На 23 октомври същата година църквата е завършена и осветена.
На 14 август 1888 г. отец Амброзий Рончев (роден в село Калъчлии) е официално назначен за първия енорийски свещеник в селото. Той служи повече от 22 години в енорията. След него свещеници в енорията са отците Иван Говедаров, Доминик Балджиев и Тобия Станев. По време на 11-годишното управление на отец Балджиев е изградена камбанария до църквата. През 1918 г. католиците в енорията наброяват около 180.
През 1928 г. енорията е наброява 190 души. През 1934 г. енорията сменя името си от Салалии на село Борец.
Отец Станислав Танчев и отец Богдан Табаков служат в енорията през 1970-те години.

## История на храма
Отец Самуил Нутини изгражда през 1887 г. първия католически храм в селото. Църквата е изградена от кирпичи (тухли) и е без здрави основи. По време на Чирпанското земетресение през 1928 г. всички основи на храма са поместени с 4–5 см от базата си. Югоизточната част на сградата е съборена изцяло. Другите стени за пропукани. След проверка от строителни инженери, те излизат със заключение, че сградата е негодна за обществена служба.
Строителство на нова католическа църква в село Борец започва през 1930 г. Главна заслуга за това има апостолическият делегат в България Анджело Ронкали. Сградата е завършена и осветена през 1931 г. Тя е трикорабна кръстообразна базилика само с една осмоъгълна камбанария над главния вход, проективана от архитект Камен Петков. Католическата църква в село Парчевич е изпълнена по същия проект.
Храмов празник – 13 юни.